# ألان وايت (لاعب كرة قدم)
ألان وايت (بالإنجليزية: Alan White)‏ (22 مارس 1976 بدارلينغتون في المملكة المتحدة - ) هو لاعب كرة قدم بريطاني في مركز الدفاع. لعب مع كولتشستر يونايتد ونادي بيتربورو يونايتد ونادي لوتون تاون ونادي ليتون أورينت ونادي ميدلزبره ونوتس كاونتي ونادي بليث سبارتانز ونادي ستاليبريدج سيلتيك ونادي غيتزهد ونادي هاروجيت تاون وDarlington 1883 ‏ ونادي بوسطن يونايتد ودارلينجتون إف سى.

## وصلات خارجية
- ألان وايت على موقع قاعدة بيانات كرة القدم.إي يو (الإنجليزية)
- ألان وايت على موقع Soccerbase.com (لاعب) (الإنجليزية)